# Lachesana
Lachesana là một chi nhện trong họ Zodariidae.

## Các loài
Các loài trong chi này gồm:
- Lachesana blackwalli (O. P.-Cambridge, 1872)
- Lachesana graeca Thaler & Knoflach, 2004
- Lachesana insensibilis Jocqué, 1991
- Lachesana perversa (Audouin, 1826) *
- Lachesana rufiventris (Simon, 1873)
- Lachesana tarabaevi Zonstein & Ovtchinnikov, 1999
- Lachesana vittata (Strand, 1906)